# Annibale Albani

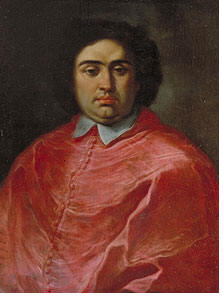
Kardinal Annibale Albani

Annibale Albani (* 15. August 1682 in Urbino, Kirchenstaat; † 21. Oktober 1751 in Rom) war ein italienischer Bischof und Kardinal der Römischen Kirche.

## Leben
Annibale Albani entstammte der im 15. Jahrhundert aus Albanien eingewanderten italienischen Familie Albani, aus der weitere Kardinäle (Gian Girolamo Albani, Alessandro Albani, Gian Francesco Albani und Giuseppe Albani) sowie Papst Clemens XI. hervorgingen.
Als Laie wurde er im Jahre 1708 zum Kommendatarabt des Klosters Casamari bestimmt und empfing im Februar 1711 von seinem Onkel, Papst Clemens XI., die Erhebung zum Kardinal, ab 1716 als Kardinaldiakon mit der Titeldiakonie Santa Maria in Cosmedin, ab 1722 als Kardinalpriester von San Clemente und erst danach alle kirchlichen Weihen. Albani war Gouverneur von Frascati und für das Gebiet um Castelgandolfo (1712–1726). Von diesem Amt zog er sich nach Auseinandersetzungen mit Kardinal Niccolò Paolo Andrea Coscia zurück und lebte fortan in Urbino, wo er eine Biographie über Papst Clemens XI. schrieb. Von 1719 bis 1747 amtierte er als Camerlengo der Heiligen Römischen Kirche, war von 1730 bis 1743 Kardinalbischof von Bistum Sabina und von 1743 bis zu seinem Tode als Kardinalbischof von Porto und Santa Rufina Vizedekan des Kardinalskollegiums.
Der jüngere Bruder Annibales, Carlo Albani, kaufte im Jahre 1715 das Fürstentum Soriano nel Cimino in Latium, das nach seinem Tode 1724 an die Familie Chigi überging.

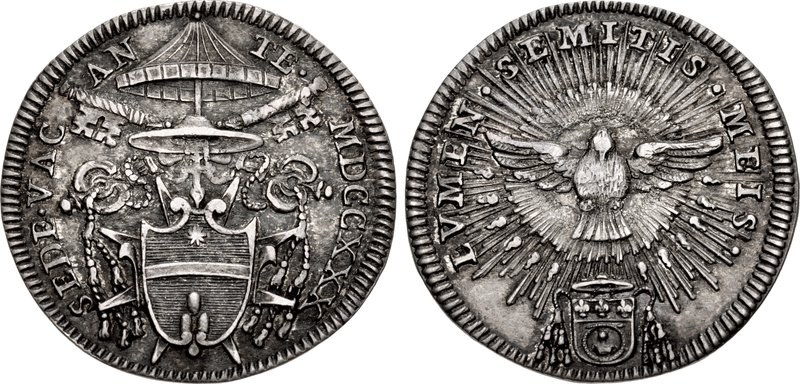
Giulio (Sedisvakanzmünze) von 1730 des Camerlengos Kardinal Anibale Albani (Tod Benedikt XIII.)

Annibale nahm an insgesamt vier Konklaven teil, und zwar am Konklave des Jahres 1721, das Papst Innozenz XIII. erwählte, am Konklave von 1724, das Benedikt XIII. wählte, am Konklave von 1730, das Clemens XII. bestimmte, und schließlich am Konklave von 1740, das Benedikt XIV. auf den Stuhl Petri erhob.
1702 wurde er zum Mitglied der Accademia della Crusca in Florenz gewählt. Annibale war auch ein angesehener Kunstpatron, der eine große Bücher- und Münzsammlung besaß, die beide nach seinem Tode in den Besitz des Vatikans eingingen.